# Хатхирам Бхаваджи
Хатхирам Бхаваджи (Hathiram Bhavaji), известный также как Хатирам Баба (Hathiram Baba) и Хатирамджи (Hathiramji), — святой из Северной Индии, посетивший город Тирумалу в 1500-х годах во время паломничества и оставшийся там для служения божеству Венкатешваре. По преданию, Венкатешвара играл с ним по ночам в кости. Благодаря Хатхираму за Венкатешварой закрепилось имя «Баладжи», то есть «ребёнок». В честь Хатхирама его последователями организовано несколько ашрамов, а также монастырей.

## Агиография
Никаких документальных свидетельств о жизни Хатхирама не сохранилось. История о нём известна благодаря устной традиции передачи местных преданий в Тирумале. Во времена Виджаянагарской империи в начале 1500-х годов в Тирумалу приехал последователь Рамананди. Он был родом из Северной Индии и почитал Раму, аватару Вишну. По некоторым сведениям, его настоящим именем было Ааса Рам (Aasa Ram). Приезжий остался в Тирумале и основал рядом с храмом Венкатешвары ашрам. Бхакта вёл благочестивый образ жизни: трижды в день совершал омовение в храмовом пруду, получал даршан божества Венкатешвары, проводил в своём ашраме пуджи, медитации и песнопения в честь бога на холмах Тирумалы.
У основателя ашрама было одно увлечение — игра в кости. По преданию, в ответ на его преданное служение и любовь Венкатешвара в человеческом облике сам навещал его в ашраме. Вместе они играли в кости, в которые божество, как правило, проигрывало. В качестве благословения бхакта просил Венкатешвару о милости увидеть его Вишварупу или вселенскую форму. Однажды ночью Венкатешвара, как обычно, играл в кости со своим бхактой. Кто-то снаружи дома позвал его, однако бхакта никого не обнаружил, а когда вернулся, божественный гость отсутствовал. Вместо него осталась кантахара — драгоценное ожерелье. Утром храмовые священники обнаружили, что у мурти Венкатешвары пропало ожерелье. Администрация храма организовала поиски пропажи. Бхакту схватили, когда тот нёс драгоценность в храм. Объяснению, что божество оставило ожерелье в его доме, никто не поверил. Местные власти заточили бхакту в темницу как вора и грабителя.
Однако правитель принял решение, что наказание будет назначено тогда, когда обвинение подтвердится. В камере с бхактой вечером поместили груду сахарного тростника с условием, что если его и вправду поддерживают божественные силы, то к утру он её съест. Дверь за ним закрыли и приставили охрану. Бхакта всю ночь медитировал и повторял имя Рамы. Ночью в его комнате появился слон и съел весь сахарный тростник. Затем слон сломал тюремные двери и сбежал. Бхакта верил, что сам Рама, услышав его, пришёл в образе слона. После этой истории люди стали звать его «Хатхирам» — имя, которое возникло от слияния «хатха» (слон) и «Рама» (Бог). По другой версии «хатхи» было прозвищем и указывало на то, что его носитель был сильным и толстым как слон.
Хатхирам был оправдан, ему предоставили право служить Венкатешваре так, как он считал нужным. Храмовая администрация восхваляла божественную игру-лилу и благочестие Хатхирамы. Считается, что благодаря Хатхираму за Венкатешварой закрепилось имя «Баладжи», то есть «ребёнок». Хатхираму особенно нравился образ Бога в форме ребёнка, которым он часто называл Венкатешвару. Ведь кроме других эпитетов Венкатешвара был известен как «вечно молодой». Люди стали почитать Хатхираму как святого, а приезжие ласково называть его «бхаваджи». В последующем он получил известность как Шри Свами Хатхирам Баваджи (Sri Swamy Hathiram Bawaji). Ему дали возможность проводить службу в храме Венкатешвары, во время которой он предлагал божеству цветы и фрукты. Вокруг него собралось большое число учеников, которые помогали паломникам в Тирумале.

## Память и наследие
Когда Хатхирам скончался, его похоронили возле дороги на пути в Тирумалу. В настоящее время его могила находится в Тирупати в храме Шри Венугопала свами (Sri Venugopala Swamy Temple, 13°37′14″ с. ш. 79°23′27″ в. д.) в честь Кришны.
Художественное изображение Венкатешвары, играющего в кости с Хатхирамом на входе в храм Тирумалы, является единственным его формальным образом. На нём он представлен как классический индийский мудрец-риши с бородой и характерной причёской с пучком волос. 
После истории со слоном Хатхирам был назначен в администрацию храма. Он отвечал за ведение счетов, то есть за учёт расходов и доходов храма. Хатхирам проводил время у входа в святилище своего божества. Паломники обычно оставляли свои денежные подношения у его стоп, после чего направлялись на даршан Венкатешвары. В последующем традиция подношений превратилась в регулярные денежные пожертвования в «хунди» — металлический контейнер для денег у входа в святилище.
Считается, что Хатхирам был родом из деревни Гуначаур (Gunachaur, 31°08′45″ с. ш. 75°58′38″ в. д.) недалеко от города Банга (Пенджаб). В средние века она носила название «Тилла Раджа Гопичанд» (Tilla Raja Gopichand). Каждый год в месяц ашадха (июнь-июль) паломники из Пенджаба собираются в деревне, чтобы отпраздновать день Хатхирамы.
К юго-востоку от храма Венкатешвары был построен вайшнавский матх (монастырь), который продолжил служение в духе Хатхирамы. Аналогичный матх возник в Тирупати к северо-западу от храма Шри Говинда-Раджа свами. Оба они получили название «Шри свами Хатхирамджи матх» (Sri Swamy Hathiramji Matha). Со временем матхи в его честь получили покровительство правителей Виджаянагарской империи. В 1843 году управление храмом Венкатешвары и его поместьями было передано британской администрацией матху Хатхирамджи. В руках последователей Хатирама управление сохранялось вплоть до 1932 года, когда оно перешло к специально созданной некоммерческой организации «Тирупати-Тирумала Девастханам» (Tirumala Tirupati Devasthanams).

## Художественные образы
В фильме 1960 года «Шри Венкатешвара Махатьям» на телугу актёр Читтор Нагаях первым сыграл роль Хатхирама. 
В фильме 2017 года «Ом Намо Венкатешая» образ Хатхирамы был воплощён актёром Нагарджуной Акинени; фильм повествует о вымышленной биографии святого, который принимает решение уйти из жизни, когда его собственное почитание превысило поклонение Венкатешваре.
| Внешние видеофайлы                 | Внешние видеофайлы                          |
| ---------------------------------- | ------------------------------------------- |
| Фильм «Om Namo Venkatesaya» (2017) |                                             |
| (полная версия фильма на телугу)   |                                             |
|                                    | https://www.youtube.com/watch?v=Hd6yKHEQ-EE |

| Внешние видеофайлы                          | Внешние видеофайлы                          |
| ------------------------------------------- | ------------------------------------------- |
| Фильм «Sree Venkateswara Mahathmyam» (1960) |                                             |
| (полная версия фильма на телугу)            |                                             |
|                                             | https://www.youtube.com/watch?v=RJdJk11vPhA |